# Pixiu

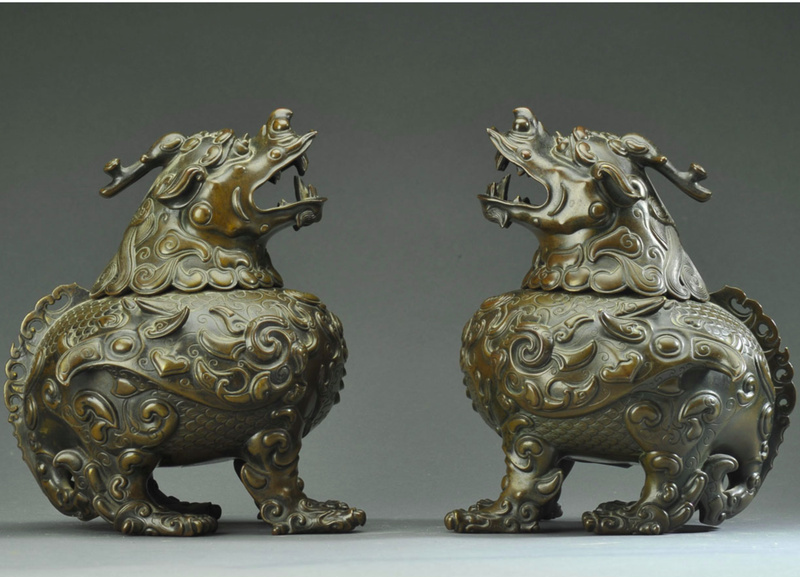
Pixiu.

Pixiu (en chino tradicional y simplificado, 貔貅; pinyin, pí xiū) es una criatura híbrida de la mitología china. Tiene dos versiones, una femenina Bi Xie (en chino, 辟邪; pinyin, bìxié; literalmente, ‘que evita malos espíritus’) con dos cornamentas y otra masculina Tiān lù (en chino tradicional, 天祿; en chino simplificado, 天禄; pinyin, tiānlù) con una cornamenta. Es considerada un poderoso protector de las tumbas y en tiempos modernos, de los practicantes de Feng shui. Recuerda un león alado y fuerte. Pixiu es una variación de la tierra y el mar, particularmente una criatura influyente y auspiciosa para la riqueza. Se dice que su apetito es voraz sólo ante el oro, la plata y las joyas. Por lo tanto, tradicionalmente para los chinos, Pixiu siempre ha sido pensado como una criatura auspiciosa y que posee poderes místicos capaces de atraer Cai Qi (en chino tradicional, 財氣; pinyin, cáiyùn; literalmente, ‘riqueza’) desde todas las direcciones. Debido a esto, de acuerdo con el zodíaco chino, es especialmente útil para aquellos que han tenido un mal año.